# Clorindaia latiabdoma
Clorindaia latiabdoma är en insektsart som beskrevs av Blocker och Fang 1992. Clorindaia latiabdoma ingår i släktet Clorindaia och familjen dvärgstritar. Inga underarter finns listade i Catalogue of Life.